# 大原智子
大原 智子（おおはら ともこ、1957年 - ）は、三重県出身のサッカージャーナリストで女子サッカー選手。元サッカー日本女子代表。日本女子代表での登録ポジションはミッドフィールダー。

## 来歴
三重県伊勢市出身。
1976年に実践女子大学に入学した後に学内にサッカー同好会を作ったのがきっかけでサッカーを始め、望月三起也（漫画家）が結成していた女子サッカーチーム「ワイルド11レディース」との練習試合を行ったことで望月との縁が出来る。望月の肝煎りで出来た女子サッカーリーグ「チキンフットボールリーグ」にて、実践女子大学サッカー同好会選手としてプレーし、大学卒業後の1980年には実践女子大学時代の同窓生らとサッカーチーム「FC PAF」を結成した。
1981年にサッカー日本女子代表に招集され、同年9月9日、『ポートピア'81国際女子サッカーフェスティバル』に於けるイタリア代表との試合でデビューした。この試合では0-9で敗れ、これは日本代表の歴史で最大の点差での敗戦である。大原の日本代表での出場はこの1試合のみである。
現在はサッカージャーナリストとして活動しつつ、現役選手としてプレーを続けている。

## 代表歴
- 1981年9月9日 - A代表初出場 - イタリア戦

### 試合数
- 国際Aマッチ 1試合（1981）

| 日本代表 | 国際Aマッチ | 国際Aマッチ |
| 年       | 出場        | 得点        |
| -------- | ----------- | ----------- |
| 1981     | 1           | 0           |
| 通算     | 1           | 0           |

### 出場
| # | 開催日         | 開催地 | 会場                 | 相手     | 結果 | 監督     | 大会          |
| - | -------------- | ------ | -------------------- | -------- | ---- | -------- | ------------- |
| 1 | 1981年09月09日 | 東京都 | 国立西が丘サッカー場 | イタリア | ●0-9 | 市原聖曠 | ポートピア'81 |

## 著書
- がんばれ!女子サッカー (2004年、岩波アクティブ新書) - 大住良之との共著（岩波書店）